# Демодулятор
Демодуля́тор — пристрій, що здійснює демодуляцію (детектування).
Демодулятори широко застосовуються в різних галузях техніки, пов'язаних з передаванням та перетворенням сигналів (повідомлень), зокрема в техніці зв'язку, в автоматичному контролі та керуванні технологічними процесами, у вимірювальній техніці, в ЕОМ.

## Синхронне детектування
Один з  методів демодуляції - синхронне детектування. При синхронному детектуванні модульований сигнал помножується на опорне коливання з частотою носійного коливання. Фізичний амплітудний спектр сигналів після демодуляції подібний спектру двонапівперіодного детектування, але однозначно співвідноситься зі спектром вхідного модульованого сигналу: амплітуди гармонік модульованого сигналу на частоті 2ω вдвічі менше амплітуд вхідного сигналу, постійна складова дорівнює амплітуді носійної частоти ω і не залежить від глибини модуляції, амплітуда інформаційного демодульованого сигналу в 2 рази менше амплітуди вихідного сигналу, що модулюється. Чудовою особливістю синхронного детектування є повна незалежність від глибини модуляції, тобто коефіцієнт модуляції сигналу може бути більше 1. Однак при синхронному детектуванні потрібний точний збіг фаз і частот опорного коливання демодулятора і носійної гармоніки АМ-сигналу.